# Grannus

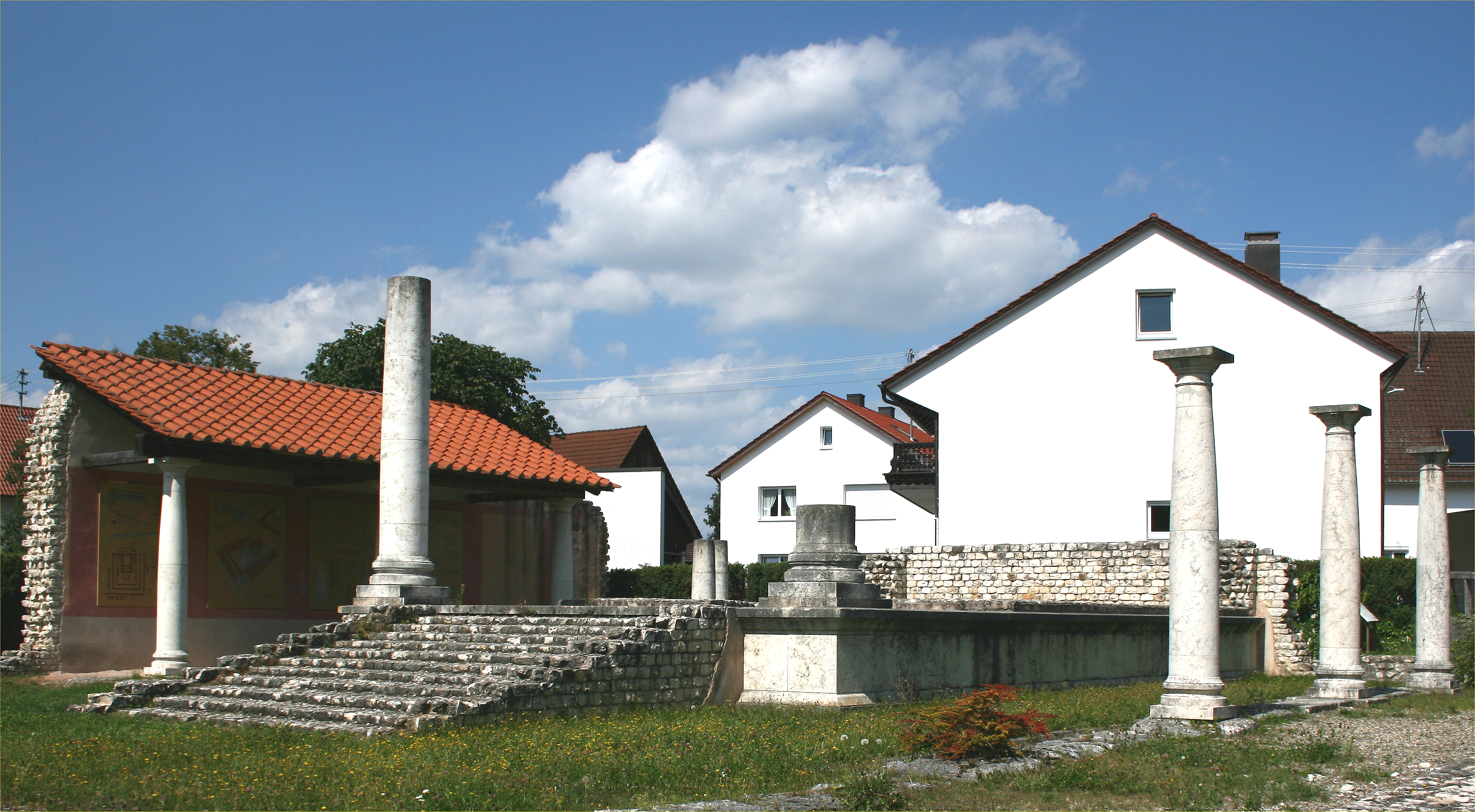
Částečně rekonstruovaný Grannův chrám v bavorském Lauingenu

Grannus je galský bůh léčení a léčivých pramenů, pod římským vlivem nazývaný také Apollo Grannus. Jeho partnerkou byla bohyně Sirona. Patří do skupiny podobných galských bohů spojovaných s léčením a sluncem, kteří byli Římany ztotožňováni s Apollem, jako byl Belenus a Borvo. K hlavním centrům Grannova kultu patřilo město Andesina, dnešní východofrancouzský Grand, kde se nacházela svatyně s lázněmi. Další významná svatyně se nacházela ve městě Aquae Granni, „Grannových vodách“, na místě pozdějších Cách.
Keltista James MacKillop ho označuje za boha jara. Mytolog Jaan Puhvel spojuje jeho jméno s irským grían (slunce).